# Stictonaclia myodes
Stictonaclia myodes är en fjärilsart som beskrevs av Guérin-meneville 1893. Stictonaclia myodes ingår i släktet Stictonaclia och familjen björnspinnare. Inga underarter finns listade i Catalogue of Life.

## Bildgalleri

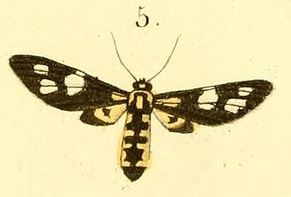